# هيكل إجمالي
إعادة توجيه «الفضاء الإجمالي» هنا. فيما يتعلق باستخدام «الفضاء الإجمالي» في التحليل العددي، راجع المشكلة الإجمالية.
في مجالات الرياضيات المتعلقة بـالهندسة الرياضية والطوبولوجيا، الهيكل الإجمالي في المجموعة X عبارة عن مجموعة من مجموعات جزئية للـجداء الديكارتي X × X مع خصائص معينة تسمح بتحديد الهيكل واسع النطاق للفضاءات المترية والفضاءات الطوبولوجية.
تركز الهندسة الرياضية والطوبولوجيا التقليدية على دراسة هيكل الفضاء ذي النطاق الصغير: تعتمد الخصائص مثل استمرار الدالة على ما إذا كانت الصور المعكوسة الخاصة بـالمجموعات المفتوحة الصغيرة أو الجوار، هي مفتوحة بذاتها. ولا تعتمد الخصائص واسعة النطاق، مثل الحدودية أو درجات الحرية للفضاء على مثل هذه السمات. وتوفر الهندسة الرياضية الإجمالية والطوبولوجيا الإجمالية الأدوات لقياس خصائص الفضاء واسعة النطاق، مثلما يحتوي القياس المتري أو الطوبولوجي على معلومات بشأن هيكل الفضاء ذي النطاق الصغير، يحتوي الهيكل الإجمالي على معلومات بشأن خصائص الفضاء واسع النطاق.
وبمعنى أدق يمكننا القول بأن الهيكل الإجمالي غير مماثل بدرجة كبيرة للهيكل الطوبولوجي ولكنه هيكل موحد.

## التعريف
الهيكل الإجمالي في المجموعة X عبارة عن المجموعة E المكونة من المجموعات الجزئية الخاصة بـX × X (لذا يقع ضمن التصنيف الأعم لـ العلاقات الثنائية في X) وتسمى مجموعات خاضعة للسيطرة، وعلى هذا تمتلك E علاقة الهوية، ويحدث الإغلاق ضمن المجموعات الجزئية والمعكوسات والاتحادات وهنا يحدث الإغلاق ضمن تكوين العلاقات. للإيضاح:
1. الهوية/قطريΔ قطري = {(x, x): x في X} عضو في E- علاقة الهوية.
2. الإغلاق ضمن المجموعات الجزئيةإذا كانت E عضوًا في E وF مجموعة جزئية في E، إذًا F عضوًا في E.
3. الإغلاق ضمن المعكوساتإذا كانتE عضوًا في E ثم المعكوس (أو التبديل)
E −1 = {(y, x): (x, y) }
يكون عضوًا في E-العلاقة العكسية.
4. الإغلاق ضمن الوحداتإذا كانت E وF أعضاءً في E، فإن اتحاد E وF يكون عضوًا في E.
5. الإغلاق ضمن التكوينإذا كانت E وF عضوان في E، فإن المنتج E o F = {(x, y): يوجد z في X مثل (x وz) في E, (z وy) في F} يكون عضوًا في E- تكوين العلاقات.
تعد المجموعة X مع الهيكل الإجمالي E هي الفضاء الإجمالي.
تعرف المجموعة E -1[K] على أنها {x في X : توجد y في K مثل (x وy) في E}. ولقد حددنا القسم E عن طريق x لتصبح المجموعة E[{x}]، وتدل أيضًا على E x. يشير الرمز Ey إلى E &minus;1[{y}]. وهذه أشكال الإسقاط.

## البديهة
المجموعات الخاضعة للسيطرة هي مجموعات «صغيرة» أو «مجموعات ضئيلة»: يكاد التحكم في مجموعة A مثل A مضروبة في A لا يذكر، بينما الدالة f : X → X الرسم البياني الخاص بها خاضع للسيطرة و«قريب» من الهوية. في الهيكل الإجمالي المحدد، تمثل هذه المجموعات المجموعات الحدودية، والدوال هي تلك المجموعات على مسافة محدودة من الهوية في القياس المتري الموحد.

## أمثلة
- الهيكل الإجمالي المحدد في الفضاء المتري (X وd) هو المجموعة E لجميع المجموعات الجزئية E الخاصة بـX × X مثل{d(x وy): (x وy) في E} وهي مجموعة منتهية.
مع هذا الهيكل، يتعادل النظام الشبكي الصحيح Z n إجماليًا مع الفضاء الإقليدي البعدي n.
- الفضاء X حيث تخضع X × X للسيطرة، يسمى الفضاء المحدود. ويتساوى هذا الفضاء إجمالاً مع نقطة. ويحدد الفضاء المتري مع الهيكل الإجمالي المحدود (كفضاء إجمالي) إذا حُدد فقط (كفضاء متري).
- يتكون الهيكل الإجمالي الضئيل فقط من قطر ومجموعاته الجزئية.
في هذا الهيكل، تعد الخريطة مكافئة بصورة تقريبية فقط إذا كانت تقابلية (للمجموعات).
- الهيكل الإجمالي لـC0 في الفضاء المتريX عبارة عن مجموعة لجميع المجموعات الجزئية E الخاصة بـX × X مثل جميع ε > 0 توجد مجموعة متراصة K خاصة بـX مثل d(x وy) > ε لجميع (x وy) في E - K × K. بدلاً من ذلك، فإن مجموعة جميع المجموعات الجزئية E لـX × X مثل {(x وy) في E : d(x وy) ≥ ε} عبارة عن فضاء متراص.
- الهيكل الإجمالي المنفصل في مجموعة X يحتوي على القطر مع المجموعات الجزئية E الخاصة بـX × X التي تحتوي على عدد منته من النقاط (x وy) خارج القطر.
- إذا كانت X عبارة عن فضاء طوبولوجي، فإن الهيكل الإجمالي المتصل في X يحتوي على جميع المجموعات الجزئية الصحيحة لـX × X، مما يعني أن جميع المجموعات الجزئية E مثل E [K] وE -1 [K] هي متراص نسبيًا حيثما كانت K فضاءً متراصًا نسبيًا.